# HD158865
HD158865 — подвійна зоря. 
Дана подвійна система має видиму зоряну величину в смузі V приблизно10,0.

## Подвійна зоря
Головна зоря цієї системи належить до хімічно пекулярних зір й має спектральний клас A5.
Інша компонента має  спектральний клас F0.